# Grazie per la cioccolata
Grazie per la cioccolata (Merci pour le chocolat) è un film del 2000 diretto da Claude Chabrol e tratto dal romanzo The Chocolate Cobweb della scrittrice statunitense Charlotte Armstrong (1948).
Fu presentato fuori concorso alla 57ª Mostra del cinema di Venezia.

## Trama
Nei pressi di Losanna, Marie-Claire ("Mika") sposa civilmente André Polonski, pianista di fama. Un giorno la vita apparentemente normale della coppia, unitasi nuovamente in matrimonio dopo un primo tentativo fallito e dopo anni di stretta collaborazione, viene turbata da una aspirante pianista, Jeanne, che dice di essere figlia dell'uomo e gli chiede gentilmente di prepararla al provino di ammissione al Conservatorio, dove dovrà presentare Funérailles di Franz Liszt. Jeanne era venuta casualmente a sapere come un possibile scambio in ospedale l'avesse privata del vero padre, che sarebbe in quel caso Polonski. I due instaurano un profondo rapporto maestro-allieva, cominciando a illudersi di essere davvero padre e figlia.
Mika farà di tutto per ostacolare la giovane, che nel frattempo ha stretto amicizia con Guillaume, il figlio del pianista. In un clima di tensione appena suggerito emergono dubbi e sospetti sul passato della famiglia, sui tristi avvenimenti che l'hanno colpita. Polonski, dopo una prima rottura con la moglie Mika, si era risposato con Lisbeth, una donna seducente, e con lei aveva concepito l'unico figlio. Lisbeth morì poi giovane in circostanze misteriose.
Jeanne intanto, attraverso l'aiuto del fidanzato che studia medicina, riesce a rilevare nella cioccolata servita ogni sera da Mika ai membri della famiglia un certo quantitativo di benzodiazepina. Emergono quindi terribili sospetti sul giorno in cui la madre di Guillaume perse la vita; l'incidente stradale in cui perì fu dovuto a un colpo di sonno e l'autopsia rilevò la presenza di sonniferi che la donna non era solita assumere. Si era pensato a un suicidio, ma Jeanne intuisce la verità, trascinando anche Guillaume in questa logica: Mika, nella sua follia di donna repressa e gelosa, avrebbe complottato tutto.
A questo punto i due giovani sono in pericolo. La ragazza, in conflitto con la madre da cui ha appena saputo come fosse stata concepita attraverso la fecondazione artificiale, e come quindi ignoto sia il suo vero padre, accetta l'invito di Mika a passare un periodo presso la loro dimora, in modo tale che Polonski continui a seguirla in vista dell'esame. Una sera, dopo aver somministrato ai ragazzi il calmante, Marie-Claire invia con un pretesto Jeanne a fare una commissione in automobile. Guillaume, preoccupato, decide di accompagnarla. Polonski nel frattempo capisce tutto e cerca disperatamente di evitare la tragedia.
Squilla il telefono; Mika con occhi sbarrati e lucidi a un tempo chiede se i due siano morti. No. La macchina è distrutta, ma loro sono illesi. Il pianista, con serenità, si accomoda per un'esecuzione di Funerailles mentre cala il sipario sugli occhi colmi di lacrime della protagonista. La musica e la normalità prevalgono sulla follia della donna, che ascolta senza più speranza la marcia funebre che viene suonata per lei.

## Commento
La chiave del successo di Chabrol: suggerire la tensione più che mostrare dettagli espliciti, così come si nota anche ne Il buio nella mente (La cérémonie) (1995) dove il registratore dell'inquadratura finale ci rivela i misfatti che le crudeli Huppert e Bonnaire avevano cercato di nascondere.

## Critica
«Mettere fuori concorso il film più bello della Mostra, "Merci pour le chocolat", di Claude Chabrol, era un prezzo da pagare in cambio di avere dentro la giuria un cinefilo di grande e provata abilità.» (Stefano Della Casa, Duel, ottobre 2000)
«...la rappresentazione del male nelle sue forme più leggere... Un procedimento di essiccazione... un girare da entomologo, prosciugando tutto, anche il male...» (Pier Maria Bocchi, Duel, novembre 2000)
«Un morality play semplice, elegante, che prende a prestito ricordi hitchcockiani per studiare e declinare la perversione e nel contempo minare le sicurezze biologiche della famiglia.» (Maurizio Porro, Corriere della Sera, 11 novembre 2000)
«Un film bello, impeccabile, inattaccabile... Claude Chabrol mette sullo schermo le sue conoscenze cinefile (Lang, Hitchcock, Renoir) con grande eleganza e senza un minimo di autocompiacimento.» (Stefano Della Casa, Film Tv, 14 novembre 2000)
«[Chabrol] dà al film una forma che, proprio tenendo lontano il suo tema implicito - il male assoluto - finisce per imporcelo come residuo ineliminabile, come la sola presenza vera, o, se si vuole, come un'assenza decisiva, che ogni cosa attira a sé e in sé.» (Roberto Escobar, Il Sole-24 Ore, 26 novembre 2000)

## Riconoscimenti
- Premio Louis-Delluc 2000
- Premi Lumière 2001
  - Miglior attrice (Isabelle Huppert)